# Chesneya vaginalis
Chesneya vaginalis là một loài thực vật có hoa trong họ Đậu. Loài này được sensu Rawi miêu tả khoa học đầu tiên.